# Andrea Andreozzi

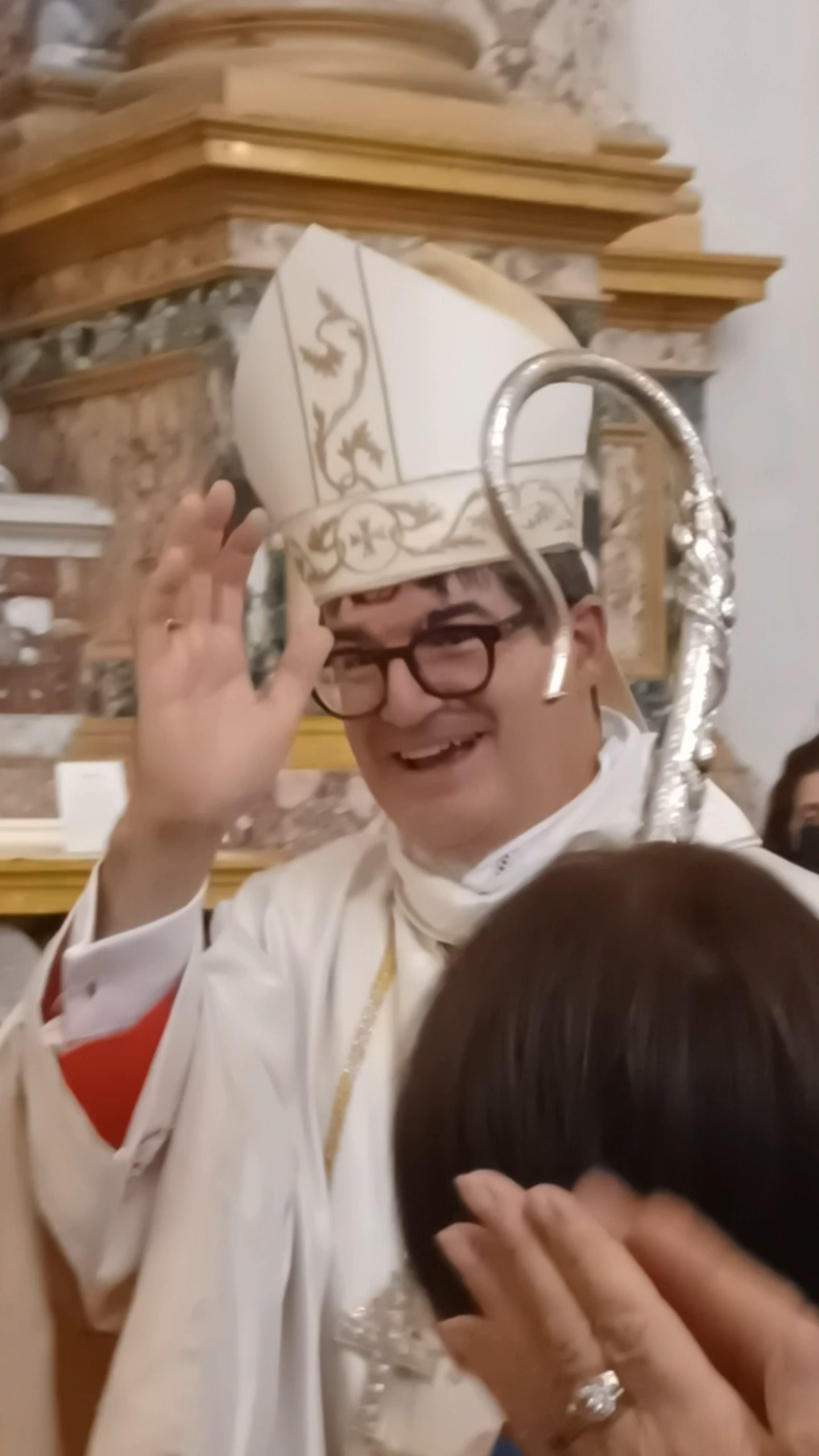
Andrea Andreozzi (2023)

Bischofswappen von Andrea Andreozzi

Andrea Andreozzi (* 25. August 1968 in Macerata) ist ein italienischer römisch-katholischer Geistlicher und Bischof von Fano-Fossombrone-Cagli-Pergola.

## Leben
Andrea Andreozzi wuchs in Montappone auf. Er studierte von 1987 bis 1992 Philosophie und Katholische Theologie am Priesterseminar in Fermo und am Istituto Teologico Marchigiano. Er wurde am 26. Dezember 1995 zum Diakon geweiht und empfing am 26. Oktober 1996 im Dom von Fermo durch den Erzbischof von Fermo, Cleto Bellucci das Sakrament der Priesterweihe für das Erzbistum Fermo. Nach weiterführenden Studien erwarb er im Januar 1996 am Päpstlichen Bibelinstitut in Rom ein Lizenziat im Fach Bibelwissenschaft.
Andreozzi war zunächst als Pfarrvikar der Pfarrei San Michele Arcangelo in Monte Urano tätig, bevor er 2006 Vizerektor des Almo Collegio Capranica wurde. Ab 2007 war er Pfarrer der Pfarrei San Pio X in Porto Sant’Elpidio und Moderator des gleichnamigen Pfarrverbands sowie stellvertretender Direktor der Kirchenzeitung La voce delle Marche. Daneben absolvierte Andreozzi einen Studienaufenthalt an der École biblique et archéologique française de Jérusalem und wurde 2011 an der Päpstlichen Universität Gregoriana bei Massimo Grilli mit der Arbeit L’officina delle parabole. La comprensione dei discepoli come snodo pragmatico di Mt 13 („Die Wirklichkeit der Gleichnisse. Das Verständnis der Jünger als pragmatische Verknüpfung von Mt 13“) zum Doktor der Theologie im Fach Biblische Theologie promoviert. Zudem wirkte er ab 2014 als Spiritual am Priesterseminar in Fermo und leitete ab 2020 als Regens das regionale Priesterseminar der Kirchenregion Umbrien in Assisi. Darüber hinaus lehrte Andreozzi bereits ab 1996 am Istituto Teologico Marchigiano und am Istituto Superiore di Scienze Religiose Santi Alessandro e Filippo in Fermo.
Am 3. Mai 2023 ernannte ihn Papst Franziskus zum Bischof von Fano-Fossombrone-Cagli-Pergola. Der Erzbischof von Fermo, Rocco Pennacchio, spendete ihm am 18. Juni desselben Jahres im Dom von Fermo die Bischofsweihe; Mitkonsekratoren waren der emeritierte Bischof von Fano-Fossombrone-Cagli-Pergola, Armando Trasarti, und der Erzbischof von Spoleto-Norcia, Renato Boccardo. Sein Wahlspruch Omnes docibiles Dei („Und alle werden Schüler Gottes sein“) stammt aus Joh 6,45 . Die Amtseinführung erfolgte am 9. Juli 2023.

## Schriften
- La predicazione di Gesù nel dinamismo della missione (Mc 1,35–39; Lc 5,1–11). In: Firmana. Band 25–26, 2001, S. 61–71.
- «I poveri li avete sempre con voi». In: Orientamenti Pastorali. Band 9, 2002, S. 41–46.
- «Dacci oggi il nostro pane quotidiano». In: Itinerari. Band 20, 2005.
- La fraternità, la fede, l’affettività. Un percorso biblico. In: Italia francescana. Band 81, 2006, S. 141–150.
- La missione di Gesù a Nazareth. Spunti di cristologia implicita neotestamentaria. In: Enrico Brancozzi (Hrsg.): «Mistero» e «Misteri». Dall’esperienza religiosa all’esperienza cristiana. Le chiavi di un percorso (= Gestis Verbisque. Band 4). Cittadella Editrice, Assisi 2009, ISBN 978-88-308-1014-3, S. 85–97.
- L’officina delle parabole. La comprensione dei discepoli come snodo pragmatico di Mt 13 (= Studi e ricerche). Cittadella Editrice, Assisi 2013, ISBN 978-88-308-1307-6.
- Giulio Michelini, Andrea Andreozzi: Giuseppe di Nazaret. Il sognatore in cammino (= Parola di Dio). San Paolo, Cinisello Balsamo 2020, ISBN 978-88-922265-0-0.